# SuperBrawl IV
SuperBrawl IV si svolse il 20 febbraio 1994 presso l'Albany Civic Center di Albany, Georgia. Si trattò della quarta edizione dell'evento di wrestling in pay-per-view della serie SuperBrawl prodotto dalla World Championship Wrestling. Questo evento, insieme a SuperBrawl Revenge, è una delle due edizioni di SuperBrawl che non è mai stata pubblicata in formato home video.
Il main event dello show fu il Thundercage match dove Ric Flair sconfisse Big Van Vader mantenendo il WCW World Heavyweight Championship, con The Boss come arbitro speciale.

## Risultati
| N. | Match | Stipulazione                                                                                | Durata |
| -- | --- | ------------------------------------------------------------------------------------------- | ------ |
| 1  | Harlem Heat (Kole & Kane) sconfiggono Thunder and Lightning                                                       | Tag team match                                                                              | 09:47  |
| 2  | Jim Steele sconfigge The Equalizer                                                                                | Single match                                                                                | 06:31  |
| 3  | Terry Taylor sconfigge Diamond Dallas Page (con Diamond Doll)                                                     | Single match                                                                                | 11:45  |
| 4  | Johnny B. Badd sconfigge Jimmy Garvin (con Michael Hayes)                                                         | Single match                                                                                | 10:48  |
| 5  | Lord Steven Regal (c) (con Sir William) sconfigge Arn Anderson                                                    | Single match per il WCW World Television Championship                                       | 29:54  |
| 6  | Cactus Jack & Maxx Payne sconfiggono The Nasty Boys (c) (Brian Knobbs & Jerry Sags) per squalifica                | Tag team match per il WCW World Tag Team Championship                                       | 11:28  |
| 7  | Sting, Brian Pillman & Dustin Rhodes sconfiggono Steve Austin, Rick Rude & Paul Orndorff (con Col. Robert Parker) | Thundercage match                                                                           | 14:36  |
| 8  | Ric Flair (c) sconfigge Vader (con Harley Race)                                                                   | Thundercage match per il WCW World Heavyweight Championship (con arbitro speciale The Boss) | 11:32  |